# Українська вітроенергетична асоціація
Українська вітроенергетична асоціація — українська неприбуткова громадська спілка, що об'єднує підприємства і компанії енергетичної та суміжних галузей, які спеціалізуються на впровадженні вітроенергетичних технологій, виробництві обладнання та популяризації вітроенергетичної галузі.

## Історія
Асоціація заснована у 2008 році. Є членом Європейської (EWEA) та світової (WWEA) вітроенергетичних асоціацій.
УВЕА об'єднує 100% виробників електроенергії з вітру та 90% компаній-девелоперів. Асоціація представляє загальну позицію майже всіх компаній, представлених у вітроенергетичній галузі.

## Мета діяльності
Мета діяльності асоціація полягає у наступному:
- Сприяння широкомасштабному розвитку вітроенергетичного ринку України;
- Сприяння реалізації національної політики та ініціатив, спрямованих на подолання законодавчих та технічних бар'єрів, що перешкоджають розвитку вітроенергетики в Україні;
- Сприяння встановленню єдиних правил, що забезпечують приєднання вітроелектростанцій до електромережі;
- Сприяння трансформації провідних світових вітроенергетичних технологій в Україні;
- Сприяння розвитку сектора малої вітроенергетики в Україні;
- Сприяння залученню інвестицій у вітроенергетичний сектор України.

## Учасники
Членами УВКА є:
- Компанії-виробники
  - Vestas — глобальна енергетична компанія, що спеціалізується виключно на енергії вітру
  - ТОВ «Фурлендер Віндтехнолоджи» — високотехнологічне підприємство з виробництва, монтажу та сервісного обслуговування вітроенергетичних установок (ВЕУ) мультимегаваттного класу
  - Siemens Gamesa — провідний постачальник обладнання, як для наземної, так і офшорної вітроенергетичної технології
  - Греса Групп — лідер в секторі малої вітроенергетики України — виробництво, встановлення та сервісне обслуговування малих вітроустановок «FLAMINGO».
  - Nordex Acciona — світовий виробник вітрових турбін мультімегаватного класу
  - Senvion
  - Goldwind
  - Ming Yang Smart Energy
- Проектні та сервісні компанії
  - ТОВ Науково-технічна компанія «Метрополія» — інжинірингова компанія повного циклу в енергетиці – від зародження ідеї до її практичної реалізації
  - ЗАТ «Інститут енергетичних мереж»
  - ТОВ «Інститут ДніпроВНІПІенергопром»
- Консалтингові компанії
  - GEO-NET Umweltconsulting GmbH — німецька компанія першої з міжнародних консультантів вийшла на вітроенергетичний ринок України, де займається дослідженнями вітропотенціалу, проведення ветроізмереній, оцінки вітроресурси і енергодохода.
  - ТОВ «Віндгард Істерн Юроп»
  - DNV GL — компанія, що надає послуги з консультування та обстеження в енергетичному секторі, включаючи відновлювані джерела енергії та енергоефективність. Діяльність охоплює наземну і офшорну вітроенергетику, сонячну і традиційну енергетику
  - Науково-виробниче підприємство «ЕКОЗАХИСТ»
  - Науково-виробничий комплекс «Екоресурс і моніторинг» — об'єднання, створене на базі Мелітопольського державного педагогічного університету ім. Б. Хмельницького, громадської екологічної організації «Лагуна» і НВП «Екоресурс і моніторинг», яке виконує роботи в сфері моніторингу біорізноманіття на етапах проектування, будівництва і експлуатації вітрових електростанцій
  - MCL — провідна компанія в сфері розробки та впровадження ефективних управлінських рішень в рамках природоохоронного та санітарного законодавства України
- Інвестиційна компанія
  - A7 CAPITAL — українська інвестиційна компанія, яка надає повний спектр інвестиційно-банківських, M&A, аналітичних та GR послуг для іноземних і національних інвесторів в Україну
- Юридичні компанії
  - Астерс — юридична фірма України з надання повного спектра юридичних послуг
  - Sayenko Kharenko — юридична фірма України, яка розробляє інноваційні юридичних рішень в усіх основних галузях права
  - Redcliffe Partners — незалежна юридична фірма, яка супроводжує масштабні, складні та інноваційні угоди в галузі енергетики, у тому числі, декілька найбільших в Україні проектів з розвитку сонячної енергетики та вітроенергетики
  - MORIS GROUP
  - Правозахист Україна
  - Dentons — міжнародна юридичні фірма, яка надає повний спектр послуг міжнародним і українським корпораціям, банкам та іншим фінансовим установам, фондам прямих інвестицій, стартапам, державним підприємствам, приватним особам та некомерційним організаціям
- Девелоперські компанії
  - ТОВ «Вінд Пауер»
  - Віндкрафт Україна
  - ТОВ «Керуюча компанія «Вітряні парки України»
  - ТОВ «ЕКО-ОПТІМА»
  - ТОВ «ВІТРОЕНЕРГОПРОЕКТ»
  - ТзОВ «Сивашенергопром»
  - Група Гюріш
  - Greenville Energy
  - ТзОВ «Альтернативна енергетика Прикарпаття»
  - Atlas Global Energy
  - ТОВ «Energy Development Ukraine»
  - ТОВ «Вінд Солар Енерджі»
  - ТОВ «Вінд Енерджі»
- Транспортні компанії
  - Ділекс Транспорт Україна
  - Холлеман Україна
  - КРЕІН Юкрейн
- Митний супровід
  - Компанія «БРОКБРІДЖ»
- Страхова компанія
  - Представництво «МАІ ІНШУРЕНС БРОКЕРС»

## Діяльність
Асоціація є активною учасницею процесу переговорів між Урядом України та інвесторами у відновлювану енергетику України (ВДЕ), що триває з кінця 2019 року. Літом 2019 року сектор ВДЕ стикнувся з проблемою нестабільних виплат за згенеровану «зелену» електроенергію з боку тодішнього ДП «Енергоринок». З листопада 2019 року, після впровадження нового ринку електроенергії, нестабільність виплат стала зі сторони новоутворене ДП «Гарантований покупець». З березня 2020 року, виробники з ВДЕ отримують лише 5-8% виплат за відпущену електроенергію.